# Brachyderes
Brachyderes — род жесткокрылых семейства долгоносиков.

## Описание
Задние голени со скрещёнными вершинными углами, усаженными жёсткими щетинками. Головотрубка короткая и широкая, не длиннее ширины на основании. Надкрылья лишь немного шире переднеспинки в самом широком месте, узкие и длинные.

## Виды
Некоторые виды рода:
- Brachyderes confusus Viedma, 1967
- Brachyderes grisescens Fairmaire, 1862
- Brachyderes incanus (Linnaeus, 1758)
- Brachyderes lineolatus Fairmaire, 1862
- Brachyderes lusitanicus (Fabricius, 1781)
- Brachyderes marginellus Graells, 1858
- Brachyderes pubescens Boheman, 1833
- Brachyderes rugatus Wollaston, 1864
- Brachyderes suturalis Graells, 1851